# Divinka
Divinka (in ungherese Kisdivény) è un comune della Slovacchia facente parte del distretto di Žilina, nella regione omonima.